# (6364) Casarini
Pour les articles homonymes, voir Casarini.
(6364) Casarini est un astéroïde de la ceinture principale.

## Description
(6364) Casarini est un astéroïde de la ceinture principale. Il fut découvert le 5 mars 1981 à La Silla par Henri Debehogne et Giovanni de Sanctis. Il présente une orbite caractérisée par un demi-grand axe de 2,75 UA, une excentricité de 0,25 et une inclinaison de 9,7° par rapport à l'écliptique.

## Compléments